# Владимир Гаћиновић (фудбалер)
Владимир Гаћиновић (Требиње, 3. јануар 1966) бивши је српски фудбалер, а садашњи фудбалски тренер. Његов син Мијат је фудбалер.

## Играчка каријера
Играчку каријеру је почео у Леотару, а током сезоне 1990/91. је играо и за ГОШК Дубровник. Касније је заиграо за Бечеј који се тада такмичио у првој лиги СР Југославије. 
Као играч Бечеја, Гаћиновић је 1992. постигао хет–трик на Маракани против Црвене звезде у четвртфиналу Купа. Он је тада постао једини играч у историји који је Црвеној звезди на њеном терену дао три гола, и то чувеној генерацији Савићевића, Михајловића, Панчева, Југовића, Белодедића која је била шампион Европе.

## Тренерска каријера
Гаћиновић је био помоћни тренер Милету Јовину у екипи Леотара која је у сезони 2002/03. била шампион Босне и Херцеговине. Након што је Јовин у марту 2004. напустио клуб, Гаћиновић је преузео место првог тренера Леотара до краја сезоне. Након тога је радио као руководилац омладинске школе ФК Леотар, а током сезоне 2011/12. је тренирао кадете новосадске Војводине, са којима је освојио 2. место у лиги Србије. У јулу 2012. је поново преузео Леотар.
У јуну 2013. је преузео Звијезду из Градачца, али се на клупи овог клуба задржао кратко јер је већ после пет кола (у којима је његов тим забележио четири пораза) поднео оставку. У септембру 2013. је преузео црногорског друголигаша Игало, где се задржао до краја јесењег дела сезоне. У фебруару 2014. по трећи пут преузима Леотар, али већ наредног месеца подноси оставку незадовољан стањем у клубу.
У фебруару 2015. одлази у Литванију да ради као помоћни тренер Александру Веселиновићу у Судуви. Након што је Веселиновић у јуну 2017. преузео суботички Спартак, и Гаћиновић долази са њим као помоћни тренер. Након што је Веселиновић у априлу 2018. напустио место првог тренера, Гаћиновић је преузео његову позицију. Као тренер Спартака, Гаћиновић је водио клуб у квалификацијама за Лигу Европе где су Суботичани направили историјски успех када су елиминисали Спарту из Прага. Након тога су у трећем колу квалификација испали од данског Брондбија. На почетку сезоне 2018/19. клуб је бележио слабе резултате у Суперлиги. Спартак је после десет одиграних кола био на претпоследњем, 15. месту на табели са седам освојених бодова па је Гаћиновић 1. октобра 2018. смењен.
У јуну 2019. је поново постављен за тренера Спартака. На тој функцији је био до средине новембра 2020, када је поднео оставку. Касније истог месеца је постављен за тренера Радничког из Ниша. Водио је Раднички до 9. априла 2021. када је због лоших резултата уговор раскинут. Гаћиновић је Раднички предводио на 14 утакмица, а забележио је четири победе, два ремија и осам пораза, од чега три узастопна - од Вождовца, Младости и Напретка, након чега је напустио клуб.
Почетком јуна 2022. је постављен за тренера Новог Пазара. На тој функцији је био до 15. октобра исте године када је због приватних разлога напустио клуб. Гаћиновић је водио Нови Пазар на укупно 15 утакмица са скором од осам победа, два ремија и пет пораза, од чега су три доживљена у прва три кола Суперлиге. Пазарци су на врхунцу форме били почетком септембра, када су направили серију од седам победа и меч са Црвеном звездом 11. септембра чекали са прве позиције на табели.
Почетком 2023. године је постављен за тренера црногорског прволигаша ФК Дечић. Током пролећа исте године с клупе је предводио панчевачки Железничар. Почетком новембра је именован на место шефа стручног штаба Напретка из Крушевца. Поднео је оставку у априлу наредне године. Крајем октобра исте године, поново је постављен за шефа стручног штаба суботичког Спартака.